# Charles Gilbert-Martin
Charles Joseph Honoré Louis Stanislas Gontrand Martin dit Charles Gilbert-Martin, né le 26 août 1839 à Pleine-Selve (Gironde), et mort le 21 juillet 1905 à Saint-Thomas-de-Conac, est un caricaturiste et journaliste français.

## Biographie
Après des études au collège de Blaye, Charles Gilbert-Martin se rend à Paris en 1862 pour y tenter une carrière littéraire. Élève et ami de Félicien Mallefille, il rencontre peu de succès en tant qu'auteur dramatique et s'oriente vers le journalisme en collaborant au Soleil de Moïse Millaud ainsi qu'au Nain jaune d'Aurélien Scholl.
Le 19 mai 1867, il fonde Le Philosophe. Rédacteur en chef de cette revue satirique, il en réalise la plupart des caricatures, aux côtés du peintre Jean-Paul Laurens, qui y dessine surtout des scènes de mœurs. Le Philosophe n'aura que 33 numéros en raison de la censure et d'une décision de justice, rendue en janvier 1868, qui condamne Gilbert-Martin à 200 francs d'amende et à deux mois de détention à Sainte-Pélagie. Autre journal satirique publiant des dessins du caricaturiste girondin, Le Hanneton est à son tour frappé par une condamnation quelques mois plus tard. Gilbert-Martin, qui collabore également à La Rue de Jules Vallès, est en effet un républicain opposé au Second Empire.
En 1869, il lance Les Grimaces contemporaines, série de portraits-charges des journalistes du moment accompagnés de textes de Ranc, de Lockroy et de Barbey d'Aurevilly. La même année, il collabore à L'Histoire, que Millaud vient de créer.
Après la Révolution du 4 septembre 1870, Gilbert-Martin est attaché pendant quelques mois au ministère de l'Intérieur, alors confié à Léon Gambetta, et travaille auprès de la délégation du Gouvernement de la Défense nationale à Tours. Il rejoint ensuite l'armée du Nord commandée par Faidherbe. Capitaine d'état-major, il est élevé au grade de chef d'escadron au cours des derniers mois de la guerre contre l'Allemagne.

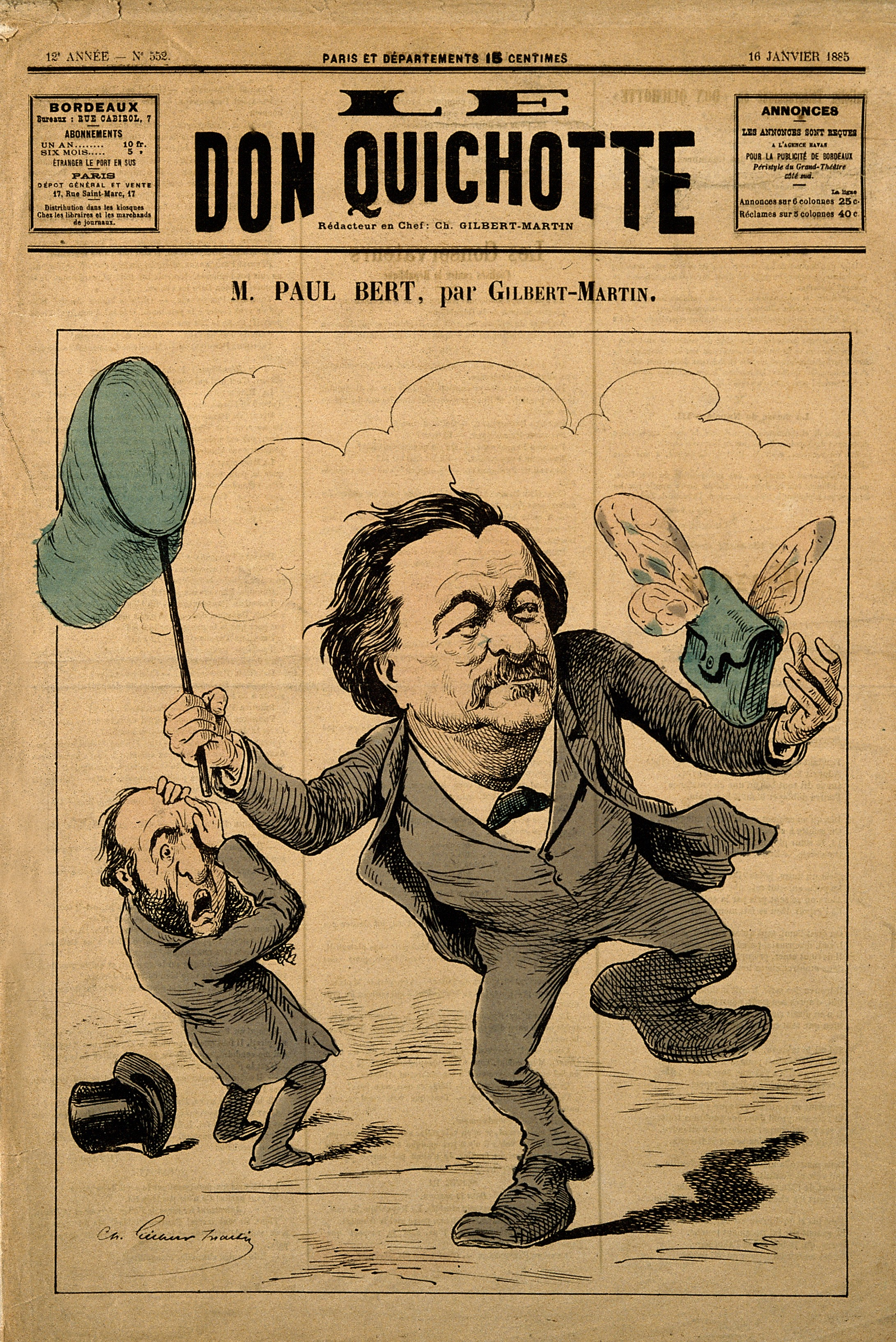
Le Don Quichotte du 14 janvier 1885.

En 1871, Gilbert-Martin s'installe à Bordeaux. En 1874, il dessine quelques caricatures de journalistes bordelais dans L'Incroyable illustré avant de fonder un nouvel hebdomadaire satirique et politique, Le Don Quichotte, dont le premier numéro est daté du 26 juin. Outre les caricatures de la une, il y écrit, sous les noms de plumes « Louis Lemaire » et « Tribelg » (anagramme de Gilbert), des chroniques, des poèmes, des critiques théâtrales ainsi que des annonces satiriques. Parmi les collaborateurs du Don Quichotte, on trouve notamment Henri Aimel, Charles Monselet, Aurélien Scholl et Pauline Savari. Le journal s'illustre tout particulièrement à l'occasion de la crise du 16 mai 1877, luttant contre le préfet du régime de l'Ordre moral, Jacques de Tracy, qu'il ridiculise en lui faisant saisir un clysopompe (instrument de lavement). Ce militantisme républicain vaut onze condamnations, dont trois peines de prison, à Gilbert-Martin, qui est alors aussi le rédacteur en chef d'un quotidien républicain, Le Bordelais, « journal rapide ». Le Don Quichotte ayant raillé le député bonapartiste local Ernest Dréolle, Gilbert-Martin doit affronter ce dernier le 27 novembre 1878, lors d'un duel au pistolet au Plessis-Piquet, dont les deux hommes repartent indemnes. Après la disparition du Bordelais, Gilbert-Martin entre à La Victoire, où il a pour collègues Aimel et Gambier.
Candidat radical dans la 2e circonscription de Bordeaux lors des élections législatives de 1881, Gilbert-Martin arrive largement en tête du premier tour avec près de 3 000 voix. Il est cependant battu de peu, au second tour, par l'opportuniste Fourcand-Léon, qui l'emporte avec 113 suffrages d'écart grâce au report des voix obtenues au premier tour par le docteur Paul Dupuy et grâce à la campagne menée contre son adversaire par le socialiste Jourde dans La Voix du Peuple d'Ernest Roche. Il est à nouveau battu quatre ans plus tard, lors des législatives de 1885 : malgré les 12 000 voix qui se sont portées sur son nom au premier tour, la liste radicale qu'il a menée aux côtés d'Antoine Achard s'est finalement retirée du second tour par discipline républicaine, sur les conseils de Clemenceau.
À l'automne 1887, Gilbert-Martin retourne à Paris, où il collabore à La Nation et poursuit la publication du Don Quichotte jusqu'à l'automne 1893, tout en donnant des articles de critique théâtrale à La France.
En 1897, Gilbert-Martin retrouve Clemenceau au sein de l'équipe de L'Aurore, dont il partage le positionnement dreyfusard. En 1902, après avoir vendu une partie de sa bibliothèque et de son mobilier à Drouot, il quitte définitivement la capitale pour s'installer en Charente-Inférieure, à Saint-Thomas-de-Conac. Mort dans cette dernière commune, il est inhumé une vingtaine de kilomètres plus loin, dans son village natal.
Figurant parmi les rares caricaturistes de sa génération à ne pas être connu sous un nom de plume, Gilbert-Martin a également signé quelques tableaux de nature morte.

## Publications
- Le Philosophe, Paris, 1867-1868, 33 numéros.
- Les Grimaces contemporaines, 1869, 6 numéros.
- Les Calvaires, Paris, Librairie des bibliophiles, 1873 (recueil de poésies).
- Le Don Quichotte, Bordeaux puis Paris, 1874-1893 (hebdomadaire).
- Le Bordelais, Bordeaux, 1877, 152 numéros (quotidien).
- Les Idées du Père Mathurin (entretien d'un paysan), Bordeaux, 1877.
- Le 57e, 1881 (stances).
- Le Grand ministère (souvenir des Chants du crépuscule), Paris, Dreyfous, 1881 (pamphlet).
- Le Fils de la Veuve (saynètes et monologues).
- Les Originaux, 1887 (nouvelles en prose).
- Son Vieux père, monologue en vers, dit par Coquelin aîné, Paris, Ollendorff, 1889.
- Le Docteur Machiavel, 1892 (pièce en deux actes).

Collaborations
- Le Soleil.
- Le Nain jaune.
- La Rue.
- Le Hanneton.
- Édouard-Auguste Spoll, La Lanterne électorale, Paris, Poitrine, 1868.
- L'Histoire.
- L'Incroyable illustré, Bordeaux, 1874.
- La Victoire, Bordeaux.
- La France.
- L'Aurore.

## Sources bibliographiques
- L'Intermédiaire des chercheurs et curieux, vol. XCVII, nos 1812 et 1816 , 30 mai et 15 août 1934, col. 430-432 et 640-646 (réponses d'André Goujas, Ch. Fontane et Armand Lods).
- John Grand-Carteret, Les Mœurs et la caricature en France, Paris, Librairie illustrée, 1888, p. 645.
- André Goujas, Un artiste de chez nous. Ch. Gilbert-Martin (1839-1905), imprimerie Boehlinger, Saint-André-de-Cubzac, 1935.